# Trzeci rząd Ramsaya MacDonalda

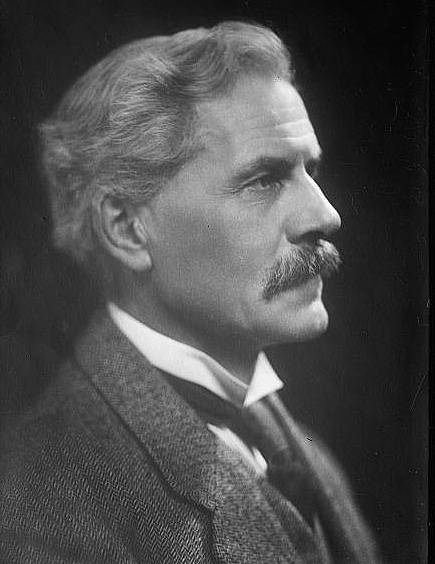
Ramsay MacDonald, premier, pierwszy lord skarbu, przewodniczący Izby Gmin

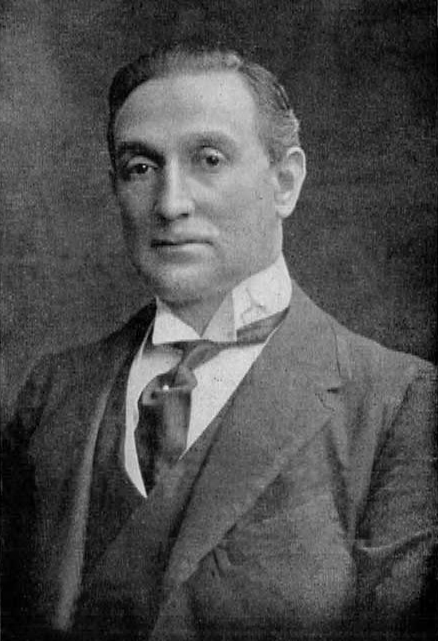
Markiz Reading, minister spraw zagranicznych, przewodniczący Izby Lordów

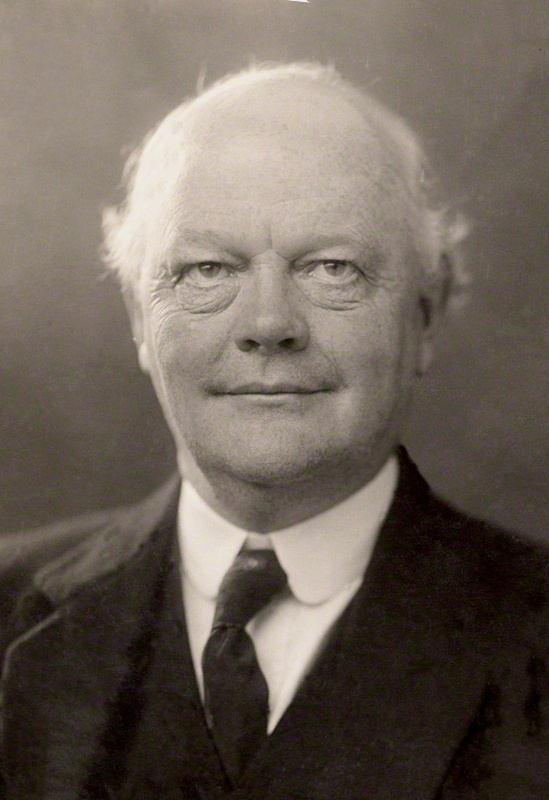
Wicehrabia Hailsham, minister wojny, przewodniczący Izby Lordów

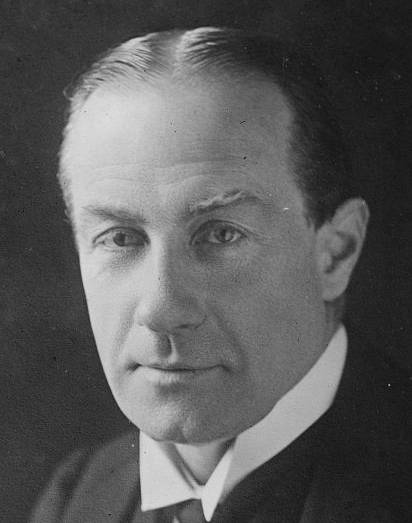
Stanley Baldwin, lord przewodniczący Rady, lord tajnej pieczęci

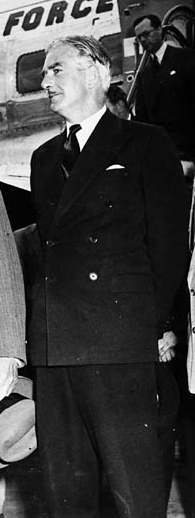
Anthony Eden, podsekretarz stanu w ministerstwie spraw zagranicznych, lord tajnej pieczęci

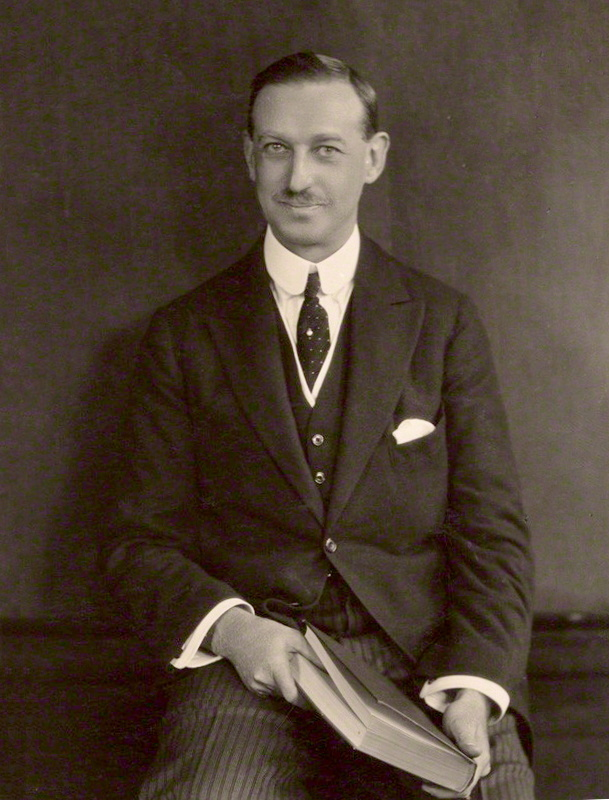
Hrabia Stanhope, parlamentarny i finansowy sekretarz przy Admiralicji, podsekretarz stanu w ministerstwie wojny, podsekretarz stanu w ministerstwie spraw zagranicznych

Herbert Samuel, minister spraw wewnętrznych

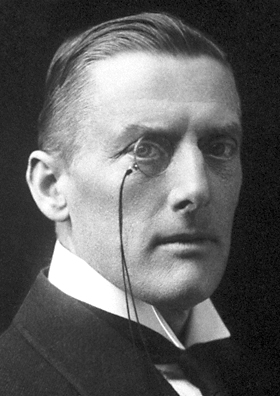
Austen Chamberlain, pierwszy lord Admiralicji

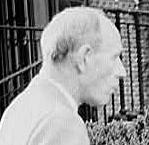
Wicehrabia Halifaksu, przewodniczący Rady Edukacji

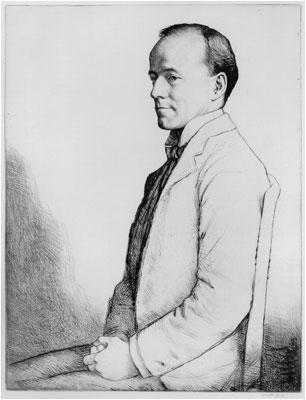
Walter Runciman, przewodniczący Zarządu Handlu

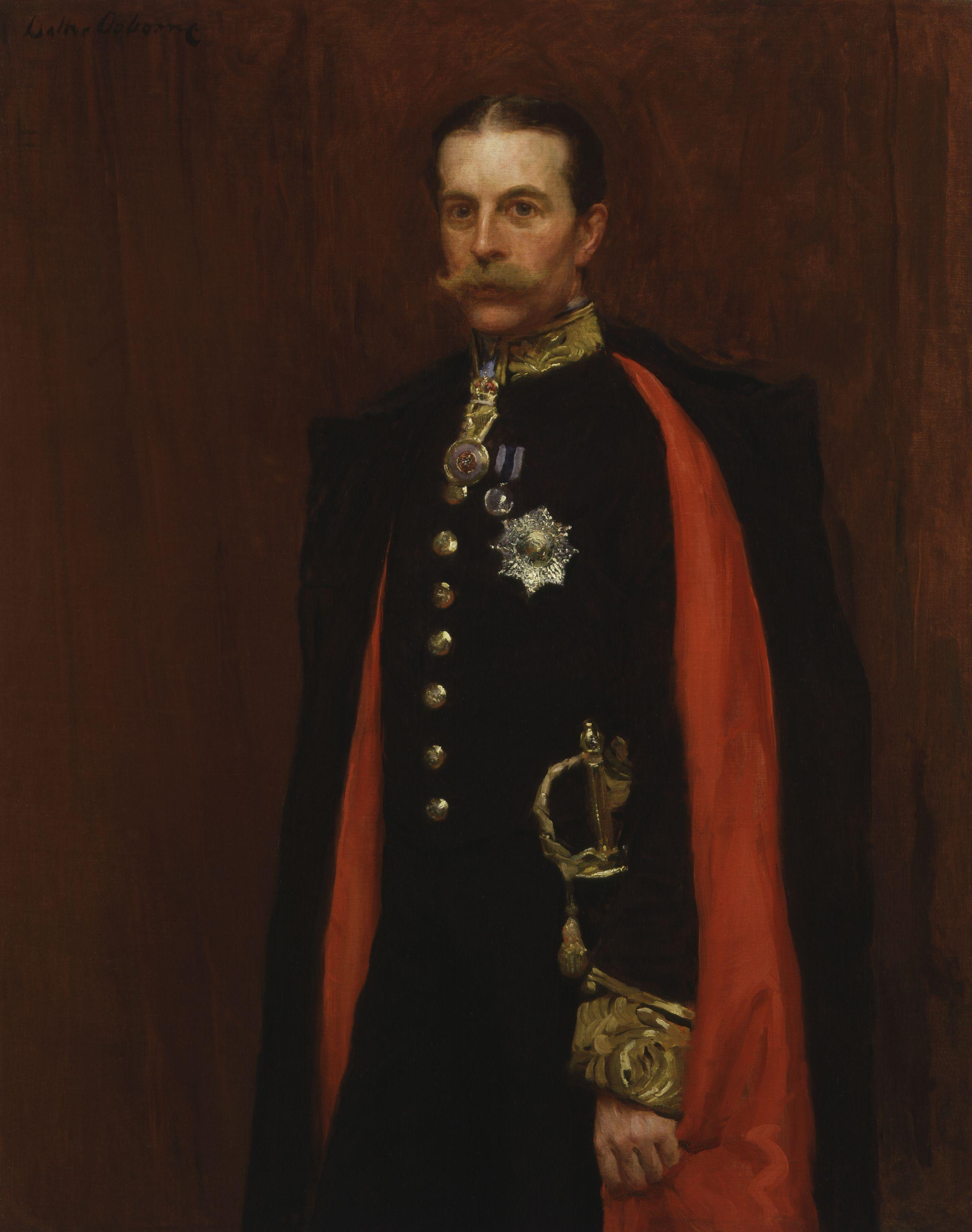
Markiz Crewe, minister wojny

Na początku lat 30. XX w., w obliczu narastającego kryzysu gospodarczego, największe partie polityczne Wielkiej Brytanii, Partia Pracy, Partia Konserwatywna i Partia Liberalna, zawiązały koalicję i powołały rząd narodowy na czele z liderem laburzystów, Ramsayem MacDonaldem. Rząd powstał 24 sierpnia 1931 r. i przetrwał do rezygnacji MacDonalda 7 czerwca 1935 r.
Członków ścisłego gabinetu wyróżniono tłustym drukiem.

## Skład rządu
| Urząd                                                           | Imię i nazwisko | Kadencja                                          |
| --------------------------------------------------------------- | --- | ------------------------------------------------- |
| Premier Pierwszy lord skarbu Przewodniczący Izby Gmin           | Ramsay MacDonald | 1931–1935                                         |
|                                                                 | |                                                   |
| Przewodniczący Izby Lordów                                      | Rufus Isaacs, 1. markiz Reading Douglas Hogg, 1. wicehrabia Hailsham | 1931 1931–1935                                    |
| Lord kanclerz                                                   | John Sankey, 1. wicehrabia Sankey | 1931–1935                                         |
| Lord przewodniczący Rady                                        | Stanley Baldwin | 1931–1935                                         |
| Lord tajnej pieczęci                                            | William Peel, 1. hrabia Peel Philip Snowden, 1. wicehrabia Snowden Stanley Baldwin Anthony Eden | 1931 1931–1932 1932–1934 1934–1935                |
| Kanclerz skarbu                                                 | Philip Snowden Neville Chamberlain | 1931 1931–1935                                    |
| Parlamentarny sekretarz skarbu                                  | Bolton Eyres-Monsell David Margesson | 1931 1931–1935                                    |
| Finansowy sekretarz skarbu                                      | Walter Elliot Leslie Hore-Belisha Duff Cooper | 1931–1932 1932–1934 1934–1935                     |
| Lordowie skarbu                                                 | David Margesson Frederick Penny Alec Glassey William Cavendish-Bentinck, markiz Titchfield Euan Wallace Walter Womersley Victor Warrender Geoffrey Hithersay Shakespeare Austin Hudson Lambert Ward George Davies James Blindell James Stuart Archibald Southby | 1931 1931–1935 1931–1932 1931–1935 1932–1935 1935 |
| Minister spraw zagranicznych                                    | Rufus Isaacs, 1. markiz Reading John Simon | 1931 1931–1935                                    |
| Podsekretarz stanu w ministerstwie spraw zagranicznych          | Anthony Eden James Stanhope, 7. hrabia Stanhope | 1931–1934 1934–1935                               |
| Minister spraw wewnętrznych                                     | Herbert Samuel John Gilmour | 1931–1932 1932–1935                               |
| Podsekretarz stanu w ministerstwie spraw wewnętrznych           | Oliver Stanley Douglas Hacking Harry Crookshank | 1931–1933 1934–1934 1934–1935                     |
| Pierwszy lord Admiralicji                                       | Austen Chamberlain Bolton Eyres-Monsell | 1931 1931–1935                                    |
| Parlamentarny i finansowy sekretarz przy Admiralicji            | James Stanhope, 7. hrabia Stanhope Edward Stanley, lord Stanley | 1931 1931–1935                                    |
| Cywilny lord Admiralicji                                        | Euan Wallace | 1931–1935                                         |
| Minister rolnictwa i rybołówstwa                                | John Gilmour Walter Elliot | 1931–1932 1932–1935                               |
| Parlamentarny sekretarz w ministerstwie rolnictwa i rybołówstwa | Herbrand Sackville, 9. hrabia De La Warr | 1931–1935                                         |
| Minister lotnictwa                                              | William Mackenzie Charles Vane-Tempest-Stewart, 7. markiz Londonderry | 1931 1931–1935                                    |
| Podsekretarz stanu w ministerstwie lotnictwa                    | Philip Sassoon | 1931–1935                                         |
| Minister ds. kolonii                                            | James Henry Thomas Philip Cunliffe-Lister | 1931 1931–1935                                    |
| Podsekretarz stanu w ministerstwie ds. kolonii                  | Robert William Hamilton Ivor Windsor-Clive, 2. hrabia Plymouth | 1931–1932 1932–1935                               |
| Minister ds. dominiów                                           | James Henry Thomas | 1931–1935                                         |
| Podsekretarz stanu w ministerstwie ds. dominiów                 | Malcolm MacDonald | 1931–1935                                         |
| Przewodniczący Rady Edukacji                                    | Donald Maclean Edward Wood, 1. baron Irwin | 1931–1932 1932–1935                               |
| Parlamentarny sekretarz przy Radzie Edukacji                    | Kingsley Wood Herwald Ramsbotham | 1931 1931–1935                                    |
| Minister zdrowia                                                | Neville Chamberlain Hilton Young | 1931 1931–1935                                    |
| Parlamentarny sekretarz w ministerstwie zdrowia                 | Ernest Simon Ernest Brown Geoffrey Hithersay Shakespeare | 1931 1931–1932 1932–1935                          |
| Minister ds. Indii                                              | Samuel Hoare | 1931–1935                                         |
| Podsekretarz stanu w ministerstwie ds. Indii                    | Philip Kerr, 11. markiz Lothian Rab Butler | 1931–1932 1932–1935                               |
| Minister pracy                                                  | Henry Betterton, 1. baron Rushcliffe Oliver Stanley | 1931–1934 1934–1935                               |
| Parlamentarny sekretarz w ministerstwie pracy                   | Milner Grey Robert Hudson | 1931 1931–1935                                    |
| Kanclerz Księstwa Lancaster                                     | Philip Kerr, 11. markiz Lothian John Davidson | 1931 1931–1935                                    |
| Paymaster-General                                               | John Tudor Walters Ernest Lamb, 1. baron Rochester | 1931 1931–1935                                    |
| Minister emerytur                                               | George Tryon | 1931–1935                                         |
| Parlamentarny sekretarz w ministerstwie emerytur                | Cuthbert Headlam | 1931–1932                                         |
| Poczmistrz generalny                                            | William Ormsby-Gore Kingsley Wood | 1931 1931–1935                                    |
| Asystent poczmistrza generalnego                                | Graham White Ernest Bennett | 1931–1932 1932–1935                               |
| Minister ds. Szkocji                                            | Archibald Sinclair, 1. wicehrabia Thurso Godfrey Collins | 1931–1932 1932–1935                               |
| Parlamentarny sekretarz w ministerstwie ds. Szkocji             | Noel Skelton | 1931–1935                                         |
| Przewodniczący Zarządu Handlu                                   | Philip Cunliffe-Lister Walter Runciman | 1931 1931–1935                                    |
| Parlamentarny sekretarz przy Zarządzie Handlu                   | Gwilym Lloyd George Leslie Hore-Belisha Leslie Burgin | 1931 1931–1932 1932–1935                          |
| Sekretarz handlu zamorskiego                                    | Hilton Young John Colville | 1931 1931–1935                                    |
| Sekretarz ds. kopalń                                            | Isaac Foot Ernest Brown | 1931–1932 1932–1935                               |
| Minister transportu                                             | Percy Pybus Oliver Stanley Leslie Hore-Belisha | 1931–1933 1934–1934 1934–1935                     |
| Parlamentarny sekretarz w ministerstwie transportu              | George Gillett Ivor Windsor-Clive, 2. hrabia Plymouth Cuthbert Headlam | 1931 1931–1932 1932–1935                          |
| Minister wojny                                                  | Robert Crewe-Milnes, 1. markiz Crewe Douglas Hogg, 1. wicehrabia Hailsham | 1931 1931–1935                                    |
| Podsekretarz stanu w ministerstwie wojny                        | James Stanhope, 7. hrabia Stanhope Donald Howard, 3. baron Strathcona i Mount Royal | 1931–1934 1934–1935                               |
| Finansowy sekretarz w ministerstwie wojny                       | Duff Cooper Douglas Hacking | 1931–1934 1934–1935                               |
| Pierwszy komisarz ds. prac publicznych                          | Charles Vane-Tempest-Stewart, 7. markiz Londonderry William Ormsby-Gore | 1931 1931–1935                                    |
| Prokurator generalny                                            | William Jowitt Thomas Inskip | 1931–1932 1931–1935                               |
| Radca generalny Anglii i Walii                                  | Thomas Inskip Frank Merriman Donald Somervell | 1931–1932 1932–1933 1934–1935                     |
| Lord adwokat                                                    | Caigie Aitchison Wilfrid Normand Douglas Jamieson | 1931–1933 1934–1935 1935                          |
| Solicitor General dla Szkocji                                   | John Charles Watson Wilfrid Normand Douglas Jamieson Thomas Cooper | 1931 1931–1933 1934–1935 1935                     |
| Skarbnik Dworu Królewskiego                                     | George Hennessy Frederick Thomson Frederick Penny | 1931 1931–1935 1935                               |
| Kontroler Dworu Królewskiego                                    | Goronwy Owen Walter Rea Frederick Penny Victor Warrender | 1931 1931–1932 1932–1935 1935                     |
| Wiceszambelan Dworu Królewskiego                                | Frederick Thomson Frederick Penny Victor Warrender Lambert Ward | 1931 1931–1932 1932–1935 1935                     |
| Kapitan Gentelmen-at-Arms                                       | George Bingham, 5. hrabia Lucan | 1931–1935                                         |
| Kapitan Ochotników Gwardii                                      | Donald Howard, 3. baron Strathcona i Mount Royal | 1931–1935                                         |
| Lord-in-waiting                                                 | Arthur Chichester, 4. baron Templemore Henry Gage, 6. wicehrabia Gage Wentworth Beaumont, 2. wicehrabia Allendale Geoffrey FitzClarence, 5. hrabia Munster Charles Cuncombe, 3. hrabia Feversham                                                                | 1931–1934 1931–1935 1931–1932 1934–1935           |